# Januar 2003
Portal Geschichte | Portal Biografien | Aktuelle Ereignisse | Jahreskalender | Tagesartikel

◄ |
20. Jahrhundert |
21. Jahrhundert

◄ |
1970er |
1980er |
1990er |
2000er
| 2010er | 2020er | 2030er | ►

◄ |
1999 |
2000 |
2001 |
2002 |
2003
| 2004 | 2005 | 2006 | 2007 | ►

◄ |
Oktober 2002 |
November 2002 |
Dezember 2002 |
Januar 2003 |
Februar 2003 |
März 2003 |
April 2003 |
►
Dieser Artikel behandelt tagesbezogene Nachrichten und Ereignisse im Januar 2003.

## Tagesgeschehen

### Mittwoch, 1. Januar 2003

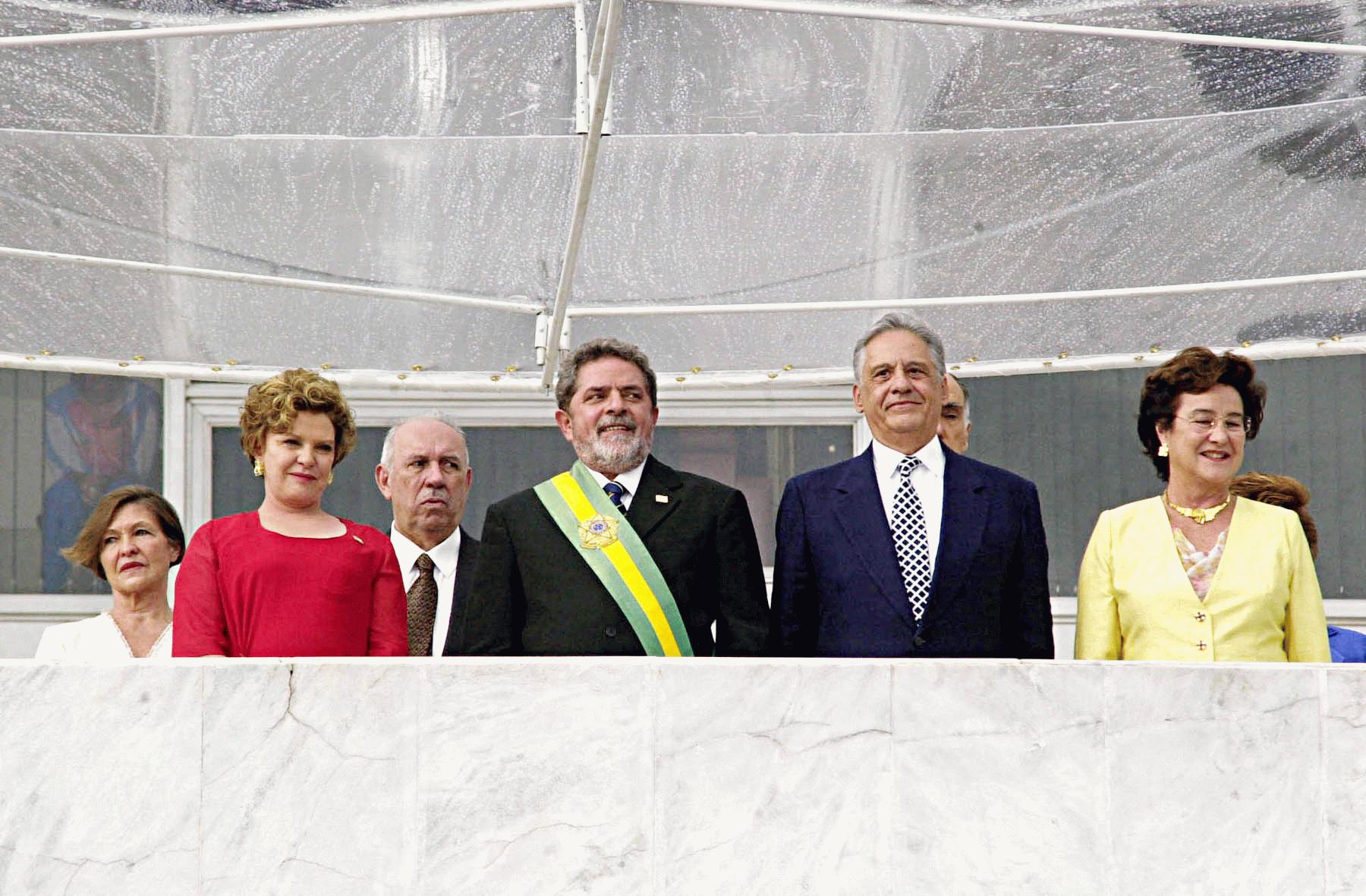
Amtseinführung von Luiz Inácio Lula da Silva

- Athen/Griechenland: Griechenland übernimmt von Dänemark den Vorsitz im Rat der Europäischen Union. Das Amt des Regierungschefs der EG erhält Konstantinos Simitis.[1]
- Bern/Schweiz: Der FDP-Politiker Pascal Couchepin wird neuer Bundespräsident. In der Neujahrsansprache betont er die „gemeinsamen Werte und wirtschaftlichen Interessen“ der Schweiz mit den Mitgliedstaaten der Europäischen Union.[2]
- Brasília/Brasilien: Der 37. Staatspräsident Luiz Inácio Lula da Silva tritt sein Amt an. Er kandidierte für die Arbeiterpartei und schwört zur Amtseinführung, sich dem Kampf gegen Armut, Hunger und Korruption zu widmen. Zu den Gästen der Zeremonie zählen der venezolanische Präsident Hugo Chávez, der kubanische Präsident Fidel Castro und der Handelsbeauftragte der Vereinigten Staaten Robert Zoellick.[3]
- Berlin/Deutschland: Das Pfand auf Einweggetränkebehälter wird eingeführt. Das befürchtete Chaos im Einzelhandel bleibt aus.
- New York/Vereinigte Staaten: Angola, Chile, Deutschland, Pakistan und Spanien werden neue nichtständige Mitglieder im Sicherheitsrat der Vereinten Nationen.[4]

### Donnerstag, 2. Januar 2003
- Aquitanien/Frankreich: Die vom Öltanker Prestige verursachte Ölverschmutzung im Atlantik erreicht die französische Küste. Das Schiff sank im November 2002 mit 77.000 t Rohöl an Bord vor der galicischen Küste.
- Deutschland, Frankreich, Vereinigtes Königreich: Für weite Teile Westeuropas gilt Hochwasser-Alarm. In Deutschland ist z. B. die Aufnahmekapazität vieler Zuflüsse des Mains erschöpft.[5]
- Elfenbeinküste: Ein Voraustrupp der Friedensmission der Westafrikanischen Wirtschaftsgemeinschaft trifft im Norden des Landes ein, um einen Waffenstillstand zwischen Regierungstruppen und Aufständischen zu sichern. Die Gesamtstärke der Truppe soll über 1.200 Mann betragen. Zur Seite stehen ihr 2.500 Soldaten der Streitkräfte Frankreichs. Der französische Außenminister Dominique de Villepin reist in die Elfenbeinküste, um zwischen den Konfliktparteien zu vermitteln.

### Freitag, 3. Januar 2003
- Berlin/Deutschland: Die Deutsche Bahn droht dem Verband Pro Bahn mit einer Klage wegen Rufschädigung.
- Deutschland, Frankreich: Bundeskanzler Gerhard Schröder und Präsident Jacques Chirac beraten über eine gemeinsame Linie in der Irak-Politik. Beide lehnen eine Invasion ab.
- Deutschland: Der Deutsche Ethikrat spricht sich für ein generelles Klon-Verbot aus.
- Ghatnandur/Indien: Beim Eisenbahnunfall von Ghatnandur sterben 20 Menschen.
- Pedra Branca/Singapur: Das Patrouillenboot RSS Courageous der Republic of Singapore Navy stößt mit dem Frachtschiff Indonesia zusammen. Vier Besatzungsmitglieder sterben.[6]

### Sonntag, 5. Januar 2003

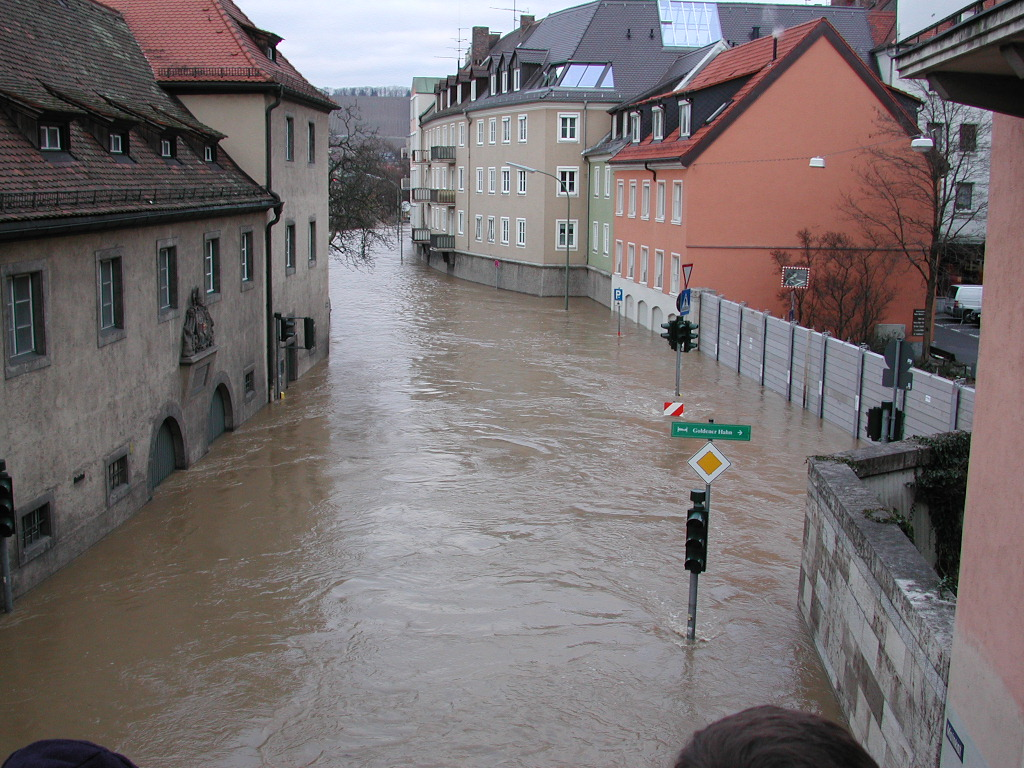
Würzburg, Deutschland

- Chicago/Vereinigte Staaten: Eine vollbesetzte Maschine der Fluggesellschaft Lufthansa unterbricht wegen einer Bombendrohung ihren Flug nach Mexiko-Stadt und landet in Chicago.
- Frankfurt am Main/Deutschland: Ein geistig verwirrter 31-jähriger Mann entführt vom gut gesicherten US-Militärstützpunkt Babenhausen einen Motorsegler und kreist etwa zwei Stunden lang über dem Frankfurter Bankenviertel.
- Tel Aviv/Israel: Bei zwei Selbstmordattentaten kommen 22 Menschen ums Leben und etwa 100 werden verletzt.
- Würzburg/Deutschland: In Würzburg und anderen Gemeinden tritt der Main nach mehreren Starkregen-Ereignissen der letzten Wochen über die Ufer.

### Montag, 6. Januar 2003
- Bischofshofen/Österreich: Janne Ahonen aus Finnland gewinnt vor Sven Hannawald aus Deutschland die 51. Vierschanzentournee.[7]
- Cambridge/Vereinigte Staaten: Astronomen entdecken erstmals einen extrasolaren Planeten mit Hilfe der Transitmethode. Das Objekt trägt den Namen OGLE-TR-56b.[8]
- Kassel/Deutschland: Ein 15-Jähriger erschießt seine 21 Jahre alte Schwester mit einer Waffe, die er nach eigener Darstellung zuvor beim Spazierengehen fand. Der Schuss habe die Frau aus Versehen getroffen.

### Dienstag, 7. Januar 2003
- Berlin/Deutschland: Innensenator Ehrhart Körting (SPD) gibt den Ausstieg Berlins aus dem Flächentarifvertrag für Arbeiter und Angestellte im öffentlichen Dienst bekannt.
- London/Vereinigtes Königreich: Bei einer Razzia findet eine Anti-Terror-Einheit der britischen Polizei den Giftstoff Rizin, der eventuell für die Herstellung biologischer Waffen gewonnen wurde.

### Mittwoch, 8. Januar 2003
- Charlotte/Vereinigte Staaten: Ein Flugzeug vom Typ Beechcraft 1900 der Fluggesellschaft Air Midwest erleidet kurz nach dem Start des US-Airways-Express-Flugs 5481 einen Strömungsabriss, streift einen Hangar und fängt Feuer. Dabei kommen alle 21 Menschen an Bord ums Leben.
- Diyarbakır/Türkei: Bei einem Notlandeversuch auf dem Flughafen sterben 75 von 80 Flugzeuginsassen.

### Donnerstag, 9. Januar 2003
- New York/Vereinigte Staaten: Der Chef der Waffeninspekteure der Vereinten Nationen im Irak Hans Blix und der Leiter der Internationalen Atomenergie-Organisation Mohammed el-Baradei erstatten dem Sicherheitsrat der Vereinten Nationen Bericht über den Fortgang der Suche nach Massenvernichtungswaffen im Irak, in dem sie kleine Fortschritte in der Kooperation mit der Regierung Saddam Husseins feststellen. Beide monieren das Fehlen einer vollkommen offenen Zusammenarbeit.

### Freitag, 10. Januar 2003

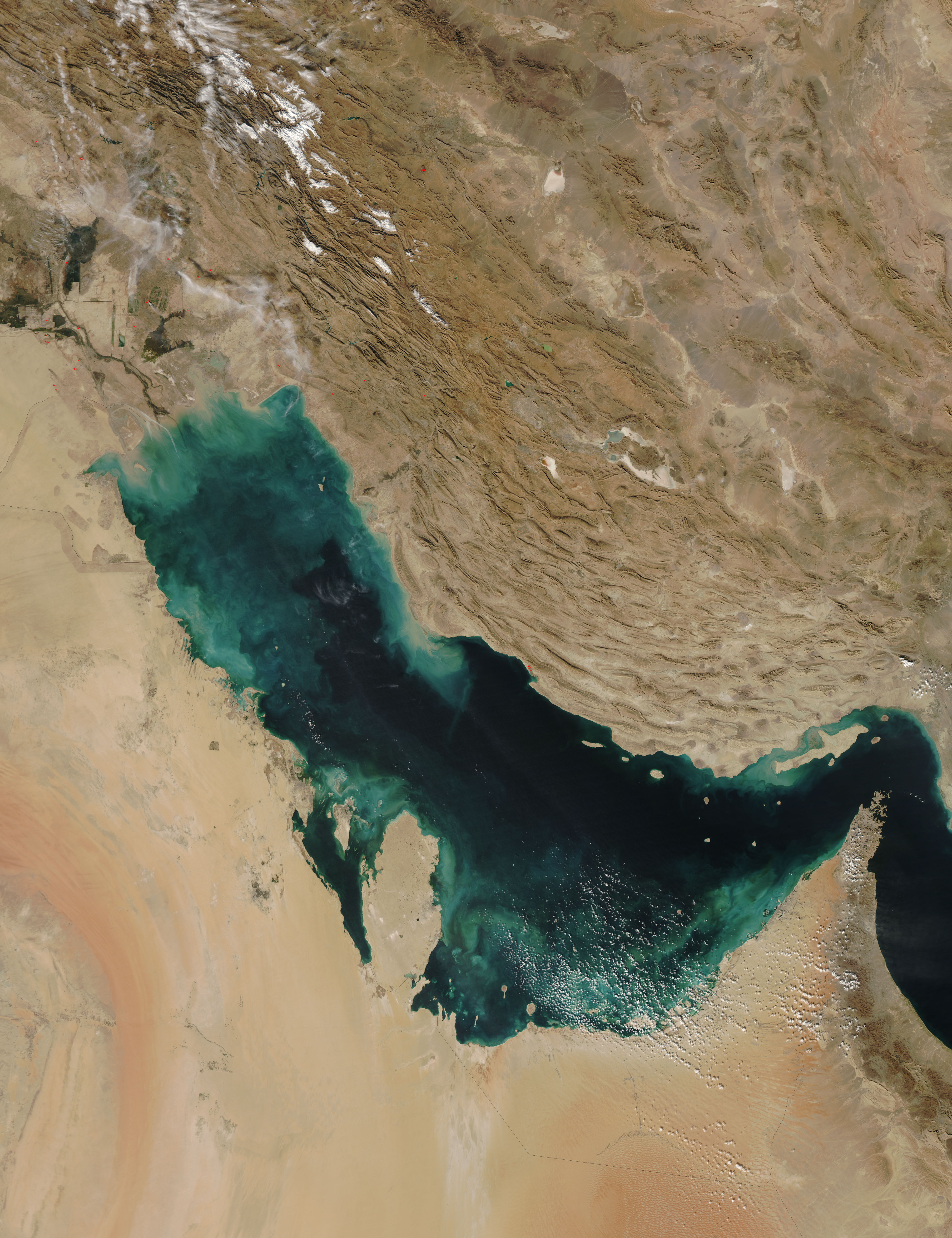
Satellitenaufnahme des Persischen Golfs

- Berlin/Deutschland: Der Umzug der Kunstsammlung des Milliardärs Friedrich Christian Flick mit rund 2.500 Werken moderner und zeitgenössischer Kunst in den Hamburger Bahnhof in Berlin wird mit einem Leihvertrag besiegelt.
- Canberra/Australien: Das Land will Truppen an den Persischen Golf schicken. Die Vereinigten Staaten senden unterdessen 62.000 Mann dorthin, um parallel zu den Verhandlungen der Vereinten Nationen mit dem Irak eine glaubwürdige Drohkulisse aufzubauen.
- Deutschland: Die Verhandlungspartner erzielen eine Tarif-Einigung für den Öffentlichen Dienst.
- Dschibuti/Dschibuti: Die Parlamentswahlen finden statt.
- Pjöngjang/Nordkorea: Das Land kündigt den Atomwaffensperrvertrag.

### Samstag, 11. Januar 2003
- Chemnitz/Deutschland: Die Kunstfigur Benjamin Blümchen gewinnt ehrenhalber die Krone der Volksmusik.
- Iran: Ein 19-Jähriger wird wegen des erwiesenen Alkoholkonsums in drei Fällen zum Tod durch den Strang verurteilt.
- Pjöngjang/Nordkorea: Das Land droht an, wieder mit der Atomwaffenentwicklung zu beginnen, und beendet sein Moratorium gegen Raketentests.
- Chicago/Illinois: Der scheidende Gouverneur von Illinois, George Ryan, begnadigt alle 167 zum Tode verurteilten Gefangenen des Bundesstaats.[9]

### Sonntag, 12. Januar 2003
- New York/Vereinigte Staaten: Steve Case tritt nach 18 Jahren als Chef des Medienunternehmens AOL zurück.
- Sderot/Israel: Elf Menschen sterben im Norden des Landes und in den besetzten Gebieten bei Raketenangriffen, zu denen sich die palästinensische Terrororganisation Hamas bekennt.

### Montag, 13. Januar 2003
- Hamburg/Deutschland: Die Auflage der Bild-Zeitung fällt erstmals seit 1975 unter die Marke von vier Millionen Exemplaren.
- New York/Vereinigte Staaten: Die Waffeninspektion unter Führung der Vereinten Nationen soll bis Ende des Jahres fortgesetzt werden.

### Dienstag, 14. Januar 2003
- Berlin/Deutschland: Bundesaußenminister Joschka Fischer (Grüne) trifft sich mit dem Präsidenten der Republik Armenien Robert Kotscharjan.
- Dresden/Deutschland: Mit der SLUB wird eine der modernsten deutschen Bibliotheken eingeweiht. Sie hat eine Fläche von rund 30.000 m².[10]
- Georgien: Für die Existenz eines geheimen Rizin-Labors der Terrororganisation Al-Qaida tauchen neue Beweise auf.

### Mittwoch, 15. Januar 2003
- Prag/Tschechische Republik: Das Abgeordnetenhaus beginnt mit der Wahl des neuen Staatspräsidenten.
- Quito/Ecuador: Lucio Gutiérrez tritt sein Amt als neuer Staatspräsident an.

### Donnerstag, 16. Januar 2003

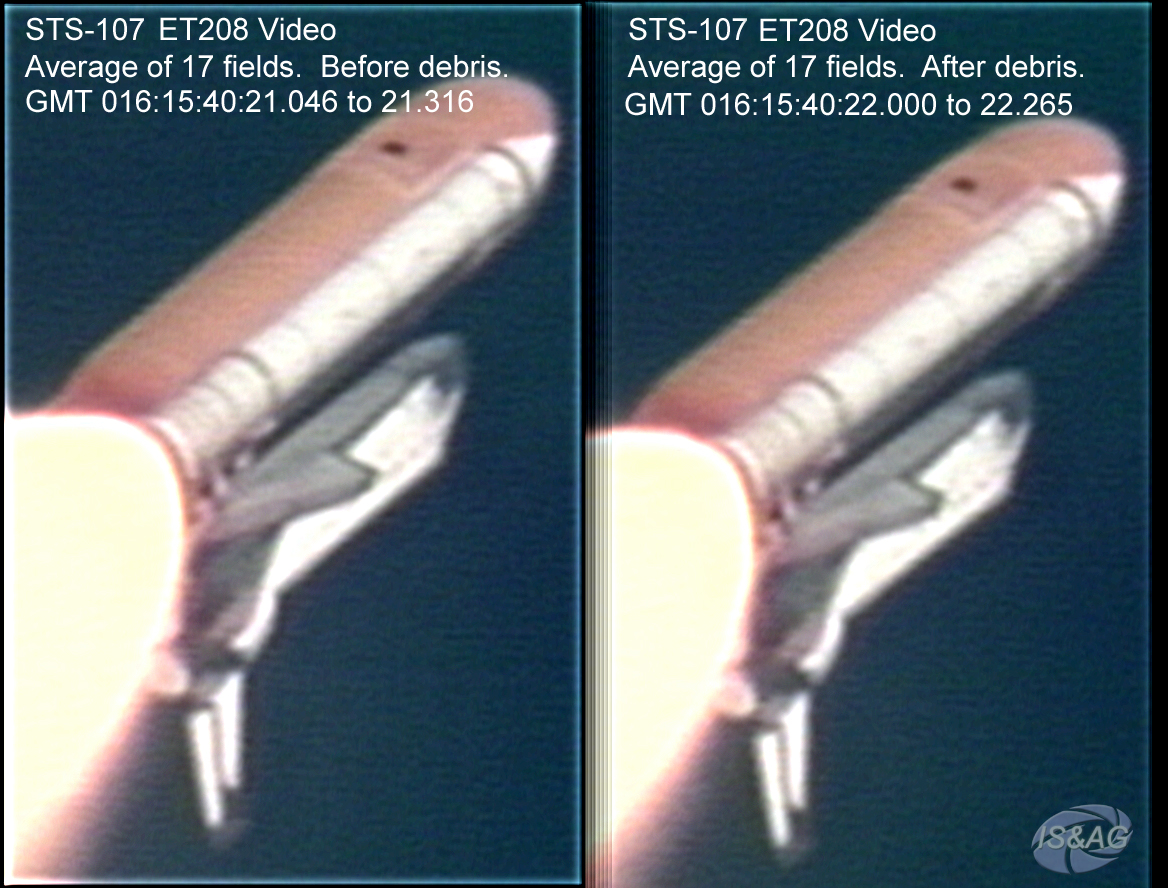
Zwei Bilder der Columbia: Links bevor und rechts nachdem die linke Tragfläche getroffen wurde

- Cape Canaveral/Vereinigte Staaten: Vom Kennedy Space Center aus startet die Raumfähre Columbia zur Mission STS-107. An Bord ist auch Ilan Ramon, der erste Raumfahrer aus Israel. Circa 80 Sekunden nach dem Start beschädigt ein Stück der Schaumstoffverkleidung des Außentanks die Hitzeschutzverkleidung an der Vorderseite des linken Flügels. Die NASA-Mitarbeiter verbuchen den Vorfall als nicht missionsgefährdend.[11]
- Prag/Tschechische Republik: Die Wahl des Staatspräsidenten wird nach drei Wahlgängen ohne Ergebnis vertagt.

### Freitag, 17. Januar 2003
- Melilla/Spanien: Ein aus Málaga kommendes Flugzeug vom Typ Fokker 50 verfehlt die Landebahn und verunglückt.

### Samstag, 18. Januar 2003

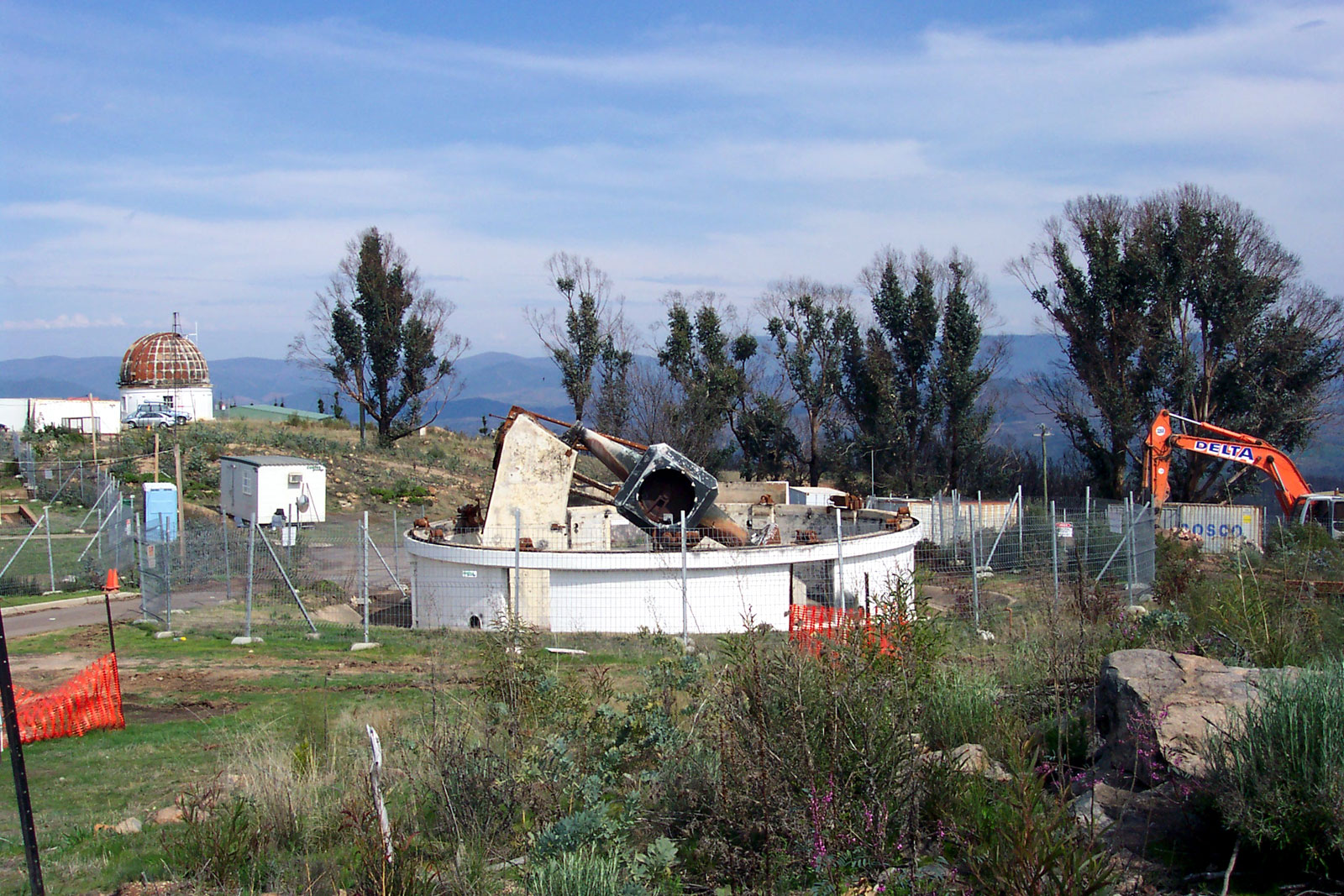
Ausgebranntes Mount-Stromlo-Observatorium in Australien

- Australien: Während der verheerendsten Buschfeuer seit 1983 sterben vier Menschen und 259 werden in Krankenhäuser eingeliefert, tausende Hektar Land werden ebenso zerstört wie 520 Wohnhäuser, auch das historisch bedeutsame Mount-Stromlo-Observatorium brennt nieder.
- Weltweit: Massenproteste gegen einen drohenden Krieg im Irak formieren sich u. a. in Göteborg, Istanbul, Kairo, Köln, Montreal, Moskau, Paris und Tokio.

### Sonntag, 19. Januar 2003
- Berlin/Deutschland: Mehrere deutsche Politiker bekennen sich zu der Idee, verschiedene deutsche Länder zusammenzulegen, z. B. Bremen und Niedersachsen oder Sachsen und Thüringen oder Rheinland-Pfalz und das Saarland.
- Irak: Die Waffeninspektoren der Vereinten Nationen finden Dokumente, die in Zusammenhang mit der Entwicklung von Kernwaffen stehen könnten.

### Montag, 20. Januar 2003

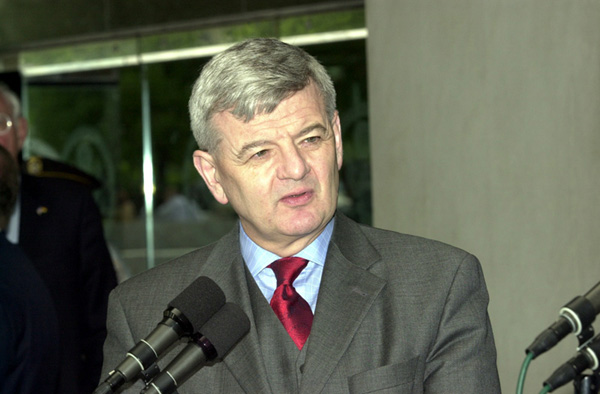
Joschka Fischer

- London/Vereinigtes Königreich: Bei einer Razzia in der im Norden der Stadt gelegenen Moschee von Finsbury Park stellt die Polizei Schusswaffen und Tränengas sicher. Sieben Personen werden vorübergehend festgenommen.
- Mainz/Deutschland: Kurt Beck (SPD) spricht sich für die Vereinigung von Rheinland-Pfalz mit dem Saarland aus.
- New York/Vereinigte Staaten: Der deutsche Außenminister Joschka Fischer (Grüne) plädiert im Sicherheitsrat der Vereinten Nationen dafür, dass keine Truppen der Staatengemeinschaft in den Irak eindringen. Er rät grundsätzlich von einer Invasion ab.
- Düsseldorf/Deutschland: Grundsteinlegung für den Bau der Multifunktionsarena Düsseldorf.[12]
- Ellsworthland/Antarktis: Der Berg Mons Ioannis Pauli II erhält durch eine italienische Antarktisexpedition seinen Namen.[13]

### Dienstag, 21. Januar 2003
- Brüssel/Belgien: Mit qualifizierter Mehrheit beschließen die Finanzminister der Mitgliedstaaten der Europäischen Union (EU) die Einleitung eines Verfahrens wegen übermäßigen Defizits gegen Deutschland, da die Neuverschuldung des Bunds im Jahr 2002 bei 3,8 % des Bruttoinlandsprodukts (BIP) lag. Die Konvergenzkriterien des Vertrags von Maastricht nennen für Teilnehmer der Europäischen Wirtschafts- und Währungsunion eine Obergrenze der Neuverschuldung von 3 % des BIP.[14]
- Colima/Mexiko: Ein Erdbeben der Stärke 7,6 MW in der Provinz Colima fordert 29 Todesopfer, die Erschütterungen reichen bis Mexiko-Stadt.
- Wiesbaden/Deutschland: Für die Gesellschaft für deutsche Sprache ist „Ich-AG“ das „Unwort des Jahres“.

### Mittwoch, 22. Januar 2003

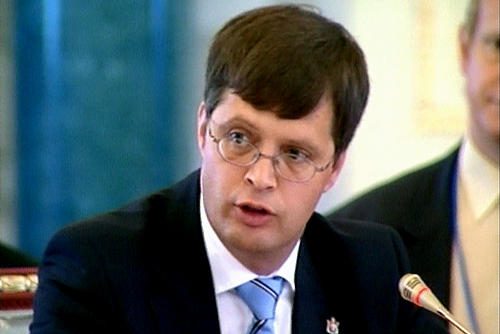
Jan Peter Balkenende

- Den Haag/Niederlande: Bei der Parlamentswahl erhält wie bei der letzten Wahl die Partei Christlich-Demokratischer Aufruf die meisten der 150 Mandate. Für die Partij van de Arbeid als nunmehr zweitstärkster Kraft verdoppelt sich die Anzahl der Abgeordneten auf 42.
- Versailles/Frankreich: Eine gemeinsame Feierstunde des französischen und des deutschen Parlaments im Schloss Versailles erinnert an die Unterzeichnung des Élysée-Vertrags am 22. Januar 1963.
- Tecomán/Mexiko: Ein Erdbeben mit einer stärke von 7,6 Mw erschüttert die  Region im Bundesstaat Colima. 29 Menschen sterben, mehr als 10.000 werden obdachlos.

### Donnerstag, 23. Januar 2003
- Sydney/Australien: Ein 350 Mann starker australischer Truppenverband bricht von heftigen Protesten begleitet in Richtung Irak auf.
- Weltall: Von der Raumsonde Pioneer 10 kann zum letzten Mal ein Signal empfangen werden.

### Freitag, 24. Januar 2003
- Deutschland: Der Deutsche Ethikrat spricht sich für die eingeschränkte Zulassung der Präimplantationsdiagnostik aus, mit der menschliche Erbanlagen auf fehlerhafte Stellen untersucht werden.
- Marcoussis/Frankreich: Der Präsident der Elfenbeinküste Laurent Gbagbo von der Populären Ivorischen Volksfront (FPI) unterzeichnet angesichts des Bürgerkriegs in der Elfenbeinküste ein Abkommen, das Neuwahlen sowie das verbindliche Ende seiner Regierungszeit festschreibt. Bis dahin werden in dem westafrikanischen Land die Vereinigung der Republikaner und die Demokratische Partei ebenso an der Regierung beteiligt wie die Kriegspartei des Namens „Patriotische Bewegung“.[15]
- Nürnberg/Deutschland: Ein mutmaßliches Mitglied der in Spanien aktiven Terrororganisation ETA wird verhaftet.
- Washington, D.C./Vereinigte Staaten: Das Ministerium für Innere Sicherheit der Vereinigten Staaten nimmt offiziell die Arbeit auf. Sein erster Leiter ist Tom Ridge. Die Entscheidung für das Ministerium fiel angesichts der Terroranschläge vom 11. September 2001.

### Samstag, 25. Januar 2003
- Elfenbeinküste: Nach viermonatigem Machtkampf einigen sich die Konfliktparteien im Bürgerkrieg auf ein Friedensabkommen, die Unruhen dauern allerdings an.

### Sonntag, 26. Januar 2003
- Davos/Schweiz: US-Außenminister Colin Powell wirft dem irakischen Diktator Saddam Hussein in einer Rede vor dem Weltwirtschaftsforum vor, die Waffeninspektoren der Vereinten Nationen weiterhin zu belügen.
- San Diego/Vereinigte Staaten: Der Super Bowl 37 im American Football zwischen den Tampa Bay Buccaneers und den Oakland Raiders endet 48:21.[16]

### Montag, 27. Januar 2003
- New York/Vereinigte Staaten: Der Chef der Waffeninspekteure der Vereinten Nationen Hans Blix liefert dem Sicherheitsrat der Vereinten Nationen seinen Kontrollbericht über die Abrüstung des Irak.

### Dienstag, 28. Januar 2003

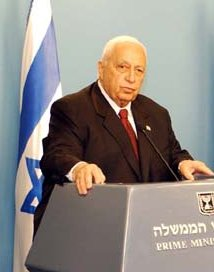
Ariel Scharon

- Berlin/Deutschland: Die Bundesregierung einigt sich darauf, höhere Strafmaße in das Sexualstrafrecht einzuführen.
- Berlin/Deutschland: Mexikos Staatspräsident Vicente Fox trifft zum Staatsbesuch ein.
- Jerusalem/Israel: Bei der Parlamentswahl erreicht der konservative Likud-Block mit seinem Vorsitzenden Ariel Scharon die meisten Stimmen, gefolgt von der Arbeiter- sowie dahinter der Schinui-Partei. Die ultraorthodoxe Schas-Partei verzeichnet deutliche Verluste.

### Mittwoch, 29. Januar 2003
- Kambodscha: Gegen die Thai-Minderheit im Land kommt es zu Ausschreitungen, nachdem eine Zeitung berichtet hatte, dass eine thailändische Schauspielerin erklärt habe, dass die Tempelanlage von Angkor Wat in Wahrheit zu Thailand gehöre.
- Washington, D.C./Vereinigte Staaten: US-Präsident George W. Bush erklärt in seiner Rede zur Lage der Nation, dass ein Angriff auf den Irak auch ohne die Unterstützung der Vereinten Nationen (UN) erfolgen könne und dass sein Land dem UN-Sicherheitsrat Beweise für ein illegales irakisches Waffenprogramm präsentieren werde.

### Donnerstag, 30. Januar 2003

Reids Schuhbombe

- Berlin/Deutschland: Madagaskars Staatspräsident Marc Ravalomanana trifft zum Staatsbesuch ein.
- Vereinigte Staaten: Der „Schuhbomber“ Richard Reid wird wegen des Versuchs eines Bombenanschlags auf einem Transatlantikflug zu lebenslanger Haft verurteilt.
- Mosel/Deutschland: Im Volkswagenwerk Zwickau läuft der Einmillionste im Werk hergestellte Passat vom Band.[17]

### Freitag, 31. Januar 2003

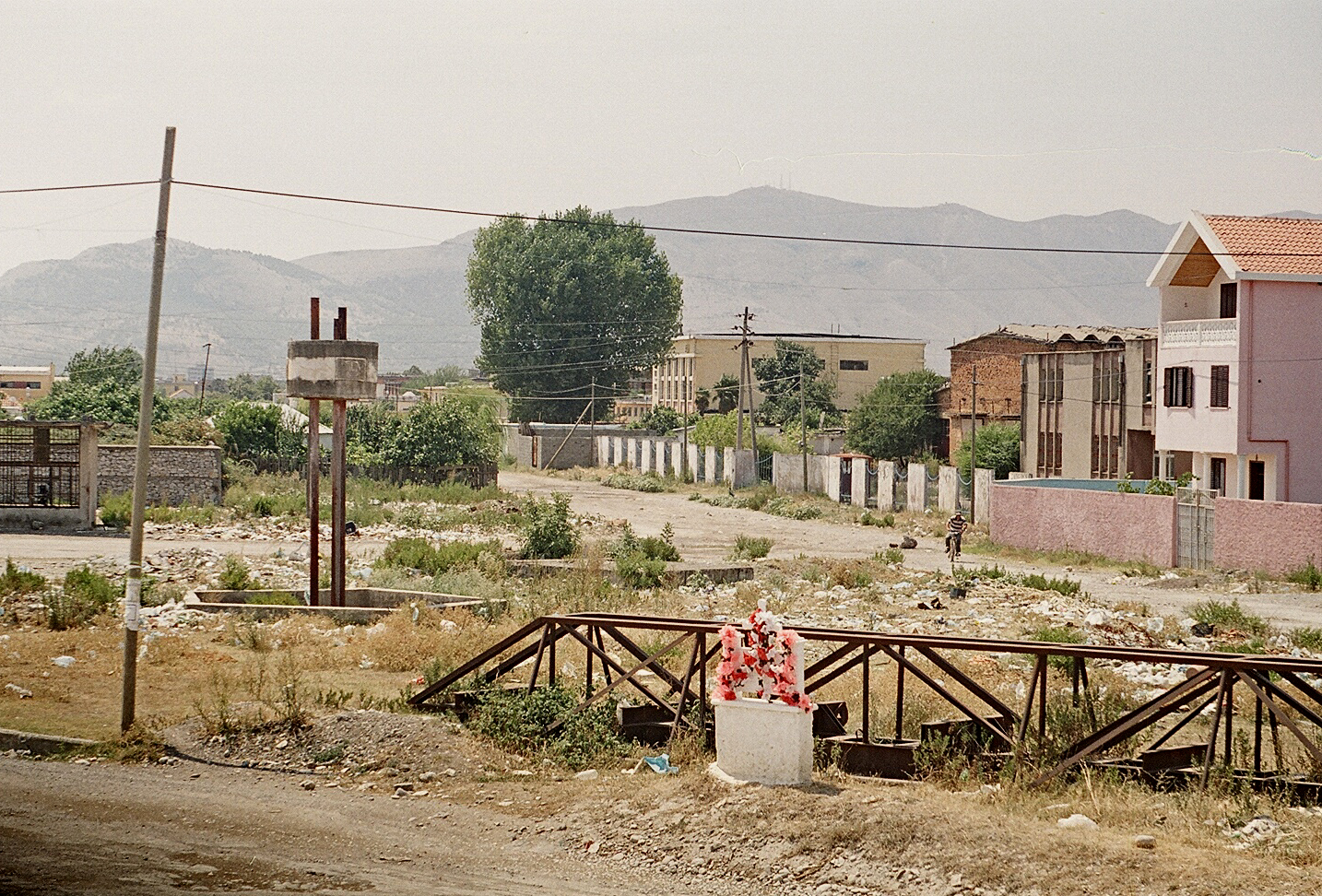
Szene in Shkodra, Albanien

- Düsseldorf/Deutschland: Die E.ON Holding einigt sich mit der Konkurrenz auf die Bedingungen, zu denen diese einer Übernahme des Fern- und Erdgashandelsunternehmens Ruhrgas AG durch E.ON zustimmen, und schließt damit die Ruhrgas-Akquirierung nach über 17 Monaten erfolgreich ab.[18]
- New York/Vereinigte Staaten: Die Zeitung The New York Times veröffentlicht die Einschätzung des Chefs der Waffeninspekteure der Vereinten Nationen Hans Blix, dass es für Verbindungen zwischen dem Irak und der Terrororganisation Al-Qaida keine überzeugenden Anzeichen gebe. Damit nimmt Blix eine gegenteilige Position zur US-Regierung ein.
- Paris/Frankreich: Das Land legt seinen Staatsbürgern, die sich in der Elfenbeinküste aufhalten, angesichts fortdauernder Ausschreitungen nahe, das Land zu verlassen.
- Tirana/Albanien: Albanien und die Europäische Union nehmen Verhandlungen über ein Stabilisierungs- und Assoziierungsabkommen auf.
- Ulm/Deutschland: Nach starken Schneefällen stecken in Baden-Württemberg Fahrzeuge bis zu 18 Stunden lang auf der Autobahn 8 zwischen Ulm und Merklingen fest.[19]
- Waterfall/Australien: Beim Eisenbahnunfall von Waterfall sterben sieben Personen.[20]

## Weblinks

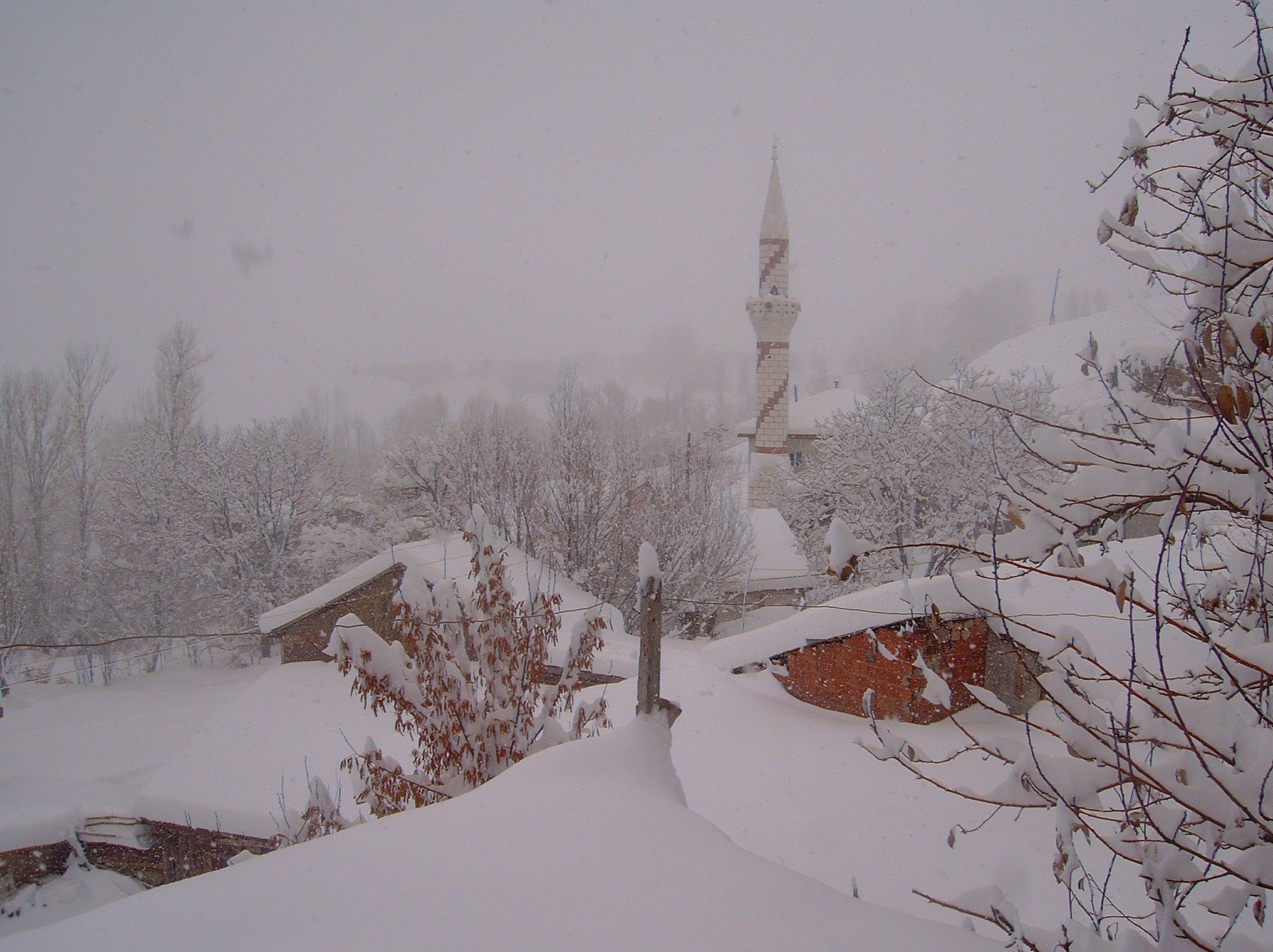
Türkei im Januar 2003